# Manuel João Ramos
 (février 2020).
La mise en forme du texte ne suit pas les recommandations de Wikipédia : il faut le « wikifier ».
Les points d'amélioration suivants sont les cas les plus fréquents :
- Les titres sont pré-formatés par le logiciel. Ils ne sont ni en capitales, ni en gras.
- Le texte ne doit pas être écrit en capitales (les noms de famille non plus), ni en gras, ni en italique, ni en « petit »…
- Le gras n'est utilisé que pour surligner le titre de l'article dans l'introduction, une seule fois.
- L'italique est rarement utilisé : mots en langue étrangère, titres d'œuvres, noms de bateaux, etc.
- Les citations ne sont pas en italique mais en corps de texte normal. Elles sont entourées par des guillemets français : « et ».
- Les listes à puces sont à éviter, des paragraphes rédigés étant largement préférés. Les tableaux sont à réserver à la présentation de données structurées (résultats, etc.).
- Les appels de note de bas de page (petits chiffres en exposant, introduits par l'outil «  Source ») sont à placer entre la fin de phrase et le point final[comme ça].
- Les liens internes (vers d'autres articles de Wikipédia) sont à choisir avec parcimonie. Créez des liens vers des articles approfondissant le sujet. Les termes génériques sans rapport avec le sujet sont à éviter, ainsi que les répétitions de liens vers un même terme.
- Les liens externes sont à placer uniquement dans une section « Liens externes », à la fin de l'article. Ces liens sont à choisir avec parcimonie suivant les règles définies. Si un lien sert de source à l'article, son insertion dans le texte est à faire par les notes de bas de page.
- La présentation des références doit suivre les conventions bibliographiques. Il est recommandé d'utiliser les modèles {{Ouvrage}}, {{Chapitre}}, {{Article}}, {{Lien web}} et/ou {{Bibliographie}}. Le mode d'édition visuel peut mettre en forme automatiquement les références.
- Insérer une infobox (cadre d'informations à droite) n'est pas obligatoire pour parachever la mise en page.

Pour une aide détaillée, merci de consulter Aide:Wikification.
Si vous pensez que ces points ont été résolus, vous pouvez retirer ce bandeau et améliorer la mise en forme d'un autre article.
Pour les articles homonymes, voir Ramos.
Manuel João Mendes Silva Ramos (né en 1960) est un anthropologue portugais, artiste et militant pour les droits civils.

## Jeunesse et éducation
Ramos est né à Lisbonne au Portugal. Il est le fils aîné du défunt acteur Jacinto Ramos. Il fait ses études à Lisbonne, où il obtient sa licence en anthropologie en 1982, à l'Université nouvelle de Lisbonne, son master en études littéraires comparées en 1987, également à l'Université Nouvelle de Lisbonne, et son doctorat en anthropologie à l'ISCTE-IUL.

## Carrière
Il rejoint le département d'anthropologie d'ISCTE-IUL en 1984 en tant que maître de conférences, où il enseigne encore, en tant que professeur agrégé, spécialisé en anthropologie du symbolique. Il est également chargé de recherche au Centre d'études internationales de l'ISCTE-IUL (anciennement Centre d'études africain de l'ISCTE). Il est le directeur de la Bibliothèque centrale des études africaines, une infra-structure de recherche MERIL situé à la bibliothèque de l'ISCTE-IUL. Entre 2009 et 2016, il a été membre du conseil de directeurs du réseau européen de centres de d'études africains AEGIS.
Manuel João Ramos poursuit une carrière parallèle en tant que dessinateur et illustrateur, travaillant pour des périodiques portugais, fréquemment avec l'écrivain Rui Zink. Ses travaux d'illustration en voyage ont été publiés partiellement en livre.
Depuis la mort de sa fille aînée dans un accident de voiture en 1998, au nord du Portugal, il a commencé à militer pour la cause de la réduction des risques routiers et de l'auto-mobilisation civique pour des formes de mobilité plus justes et soutenables. Il est à la tête de l'ONG Associação de Cidadãos Auto-Mobilizados, une association membre de l'Alliance globale des ONGs pour la sécurité routière. Il fut élu conseiller de la Municipalité de Lisbonne à la tête d'une liste de citoyens,. Il est devenu vice-président de la Fédération européenne des victimes de la circulation routière (FEVR) en 2008 et plus tard a été élu membre du conseil d'administration de l'Alliance globale des ONGs pour la sécurité routière. Il est actuellement le représentant de la FEVR à la collaboration des Nations unies pour la sécurité routière UNRSC, un forum consultatif du secrétaire général des Nations nnies.

### Œuvres principales
Les publications de Manuel João Ramos dans le domaine de l'anthropologie comprennent des études en symbolisme chrétien et mythologie (ses Essais en mythologie chrétienne : les métamorphoses du Prêtre Jean, publiés pour la première fois en portugais en 1998, ont été traduits en anglais en 2006) et des recherches sur les traditions orales éthiopiennes (Histórias Etíopes: Diário de Viagem, 2000, nouvelle édition en 2010).
Avec les historiens Isabel Boavida et Hervé Pennec, il a publié une édition savante de l'História da Etiópia du père jésuite Pedro Páez, d'abord en portugais en 2008, dans la collection d'Obras Primas da Literatura Portuguesa, et puis dans l'Hakluyt Society, la prestigieuse société d'édition anglaise de livres de voyage et exploration géographique. Ce dernier a été traduit en anglais par Christopher Tribe, sous le titre Pedro Páez's History of Ethiopia, 1622, en deux volumes,.

### Livres et chapitres de livres
- Manuel João Ramos, Ensaios de mitologia cristã: o Preste João e a reversibilidade simbólica, Lisbonne, Assírio & Alvim, 1997 (ISBN 978-9723704174).
- «Machiavellian Empowerment and Disempowerment. The Violent Struggle for Power in 17th Century Ethiopia», dans: Angela Cheater (éd.), «The Anthropology of Power: Empowerment and Disempowerment in Changing Structures». Londres - New York: Routledge, 1999.
- Histórias Etíopes: Diário de viagem, Lisbonne, Assírio & Alvim, 2000.
- Sinais do Trânsito . Lisbonne: Assírio & Alvim, 2000[9].
- "Nem mais nem menos? Literalidade e problematização em antropologia". In María Cátedra (ed.) La Mirada Cruzada. Madrid: Catarata, 2002.
- Essays in Christian Mythology: the metamorphoses of Prester John, Langham, University Press of America, 2006 (ISBN 978-0-7618-3388-8).
- Memórias dos Pescadores de Sesimbra: Santiago de Sesimbra no Início dos Anos Oitenta do Séc. XX . Memórias da Sociedade de Geografia de Lisboa (pt) 10. Lisbonne: SGL, 2009.
- Histórias Etíopes: Diário de Viagem . Lisbonne: Edições Tinta da China, 2010 (deuxième édition:  (ISBN 978-989-671-034-7).
- "From Beleaguered Fortresses to Belligerent Cities". In Alexandra Dias (ed.) State and Societal Challenges in the Horn of Africa: Conflict and processes of state formation, reconfiguration and disintegration. Lisbonne: EBook'IS, 2013.  (ISBN 978-972-8335-23-6)
- Of Hairy Kings and Saintly Slaves . Canon Pyon: Sean Kingston Publishing, 2018  (ISBN 978-1-907774-19-5)[10].

### Volumes édités
- Carta do Preste João das Índias: versões medievais latinas , édité et introduit par M.J. Ramos, traduit du Latim par Leonor Buescu (pt). Lisbonne: Assírio & Alvim, 1998.
- Manuel João Ramos et João Paulo Cotrim, A Pintura Narrativa Etíope / Narrative Art in Ethiopia, Lisbonne, Bedeteca de Lisboa - Câmara Municipal de Lisboa, 2000.
- Manuel João Ramos, A Matéria do património: memórias e identidades, Lisbonne, Colibri, 2003.
- Manuel João Ramos, Konso-Harar: fotoetnografias na Etiópia, Lisbonne, Assírio & Alvim, 2003.
- Manuel João Ramos et Isabel Boavida, The Indigenous and the Foreign in Christian Ethiopian Art: On Portuguese-Ethiopian contacts in the 16th-17th centuries, Aldershot, Ashgate, 2004.
- Espírito de missão , numéro thématique des Cadernos de Estudos Africanos, 15. Avec Rodolfo Soares. Lisbonne: Centro de Estudos Africanos - ISCTE, 2008.
- The Walker and the City . Avec Mário J. Alves. Lisbonne: Associação de Cidadãos Auto-Mobilizados, 2010.
- Memória e Artifício: Matéria do património II . Avec António Medeiros. Memórias da Sociedade de Geografia de Lisboa 11. Lisbonne: SGL, 2010.
- Risco e trauma rodoviários em Portugal . Lisbonne: Associação de Cidadãos Auto-Mobilizados, 2011.
- Pedro Páez's History of Ethiopia, 1622 , 2 vols . Avec Isabel Boavida et Hervé Pennec. Traduit par Christopher Tribe. Londres: Hakluyt Society, 2011.
- Manuel João Ramos et Ulf Engel, African Dynamics in a Multipolar World, vol. 11, Leiden, Brill, coll. « Africa-Europe Group for Interdisciplinary Studies », 2013 (présentation en ligne).
- Manuel João Ramos, Iain Walker et Preben Kaarsholm, Fluid Networks and Hegemonic Powers in the Western Indian Ocean, Lisbonne, EBook'IS, 2017, 196 p. (ISBN 9791036511370, présentation en ligne).

### Articles scientifiques
- “O Durkheimeanismo Hoje – Classificações, Hierarquias, Ambiguidades”. Trabalhos de Arqueologia e Etnologia. 36, 1996. pp. 73-89.
- “Origen y evolución de una imagen Cristo-mimética: el Preste Juan en el tiempo y el espacio de las ideas cosmológicas europeas”. Politica y Sociedad. 25, 1997. pp. 37-43.
- A Sisígia nos Bestiários Medievais: Confronto, Combinação, Transformação”. Etnográfica, 1 (1), 1997. pp. 97-112.
- “On the Embedment of Classical Models of Dichotomy in Modern Anthropology: the Case of Literacy Studies”. Trabalhos de Arqueologia e Etnologia. 39, 3-4, 1999. p. 61-80.
- “Ambiguous Legitimacy: The Legend of the Queen of Sheba in Popular Ethiopian Painting” (avec Isabel Boavida). Annales d’Éthiopie, 21, 2005. pp. 84-92.
- “Stop the academic world, I wanna get off in Quai Branly. Of sketchbooks, museums and anthropology”. Cadernos de Arte e Antropologia. 4 (2), 2015. pp.141-178.
- (avec Aina Azevedo) “Drawing close: on visual engagements in fieldwork, drawing workshops and the anthropological imagination”. Visual Ethnography. 5 (1), 2016. 135-160.
- (avec Daniel Malet Calvo) “Suddenly last summer: how the tourist tsunami hit Lisbon”. Revista Andaluza de Antropología. 15, 2018. pp. 47-73.
- “Castle Building in SeventeenthCentury Gondär (Ethiopia)”. Aethiopica: International Journal of Ethiopian and Eritrean Studies. 7, 2018. pp. 25-42.
- “Ceci n’est pas un Dessin: Notes on the Production and Sharing of Fieldwork Sketches”. Cadernos de Arte e Antropologia. 8 (2), 2019. pp. 57-64.

### Œuvre littéraire et artistique
- Rui Zink (ill. Manuel João Ramos), Os Surfistas, Lisbonne, Publicações Dom Quixote, 2002.
- Manuel João Ramos et Rui Zink, Major Alverca, Lisbonne, Publicações Dom Quixote, 2003.
- Manuel João Ramos et Rui Zink, The Boy Who didn't like Television, New York, McAdam / Cage, 2004.
- Manuel João Ramos, Traços de Viagem, Lisbonne, Livraria Bertrand, 2009.

### Traductions
- `Mitos e símbolos na arte e civilização indianas, par Heinrich Zimmer, traduit par Manuel João Ramos et Ana Vasconcelos e Melo. (introduction par José Carlos Gomes da Silva) . Lisbonne: Assírio & Alvim, 1996.
- Sonhos, ilusão e outras realidades  de Wendy Doniger O'Flaherty, traduit par Manuel João Magalhães, révisée par Manuel João Ramos. Introduction par José Carlos Gomes da Silva . Lisbonne: Assírio & Alvim, 2003.